# Troppi mariti
Troppi mariti (Too Many Husbands) è un film statunitense del 1940 diretto da Wesley Ruggles.
Il film è basato sull'opera teatrale Home and Beauty di W. Somerset Maugham (1919).